# Erich Honecker
Erich Ernst Paul Honecker (Neunkirchen, 25 agosto 1912 – Santiago del Cile, 29 maggio 1994) è stato un politico tedesco.
Secondo Segretario generale del Comitato Centrale del Partito Socialista Unificato di Germania (SED) della Germania Est dal 3 maggio 1971 al 18 ottobre 1989, fu terzo Presidente del Consiglio di Stato della Repubblica Democratica Tedesca dal 29 ottobre 1976 al 24 ottobre 1989.

## Biografia

### Infanzia e gioventù

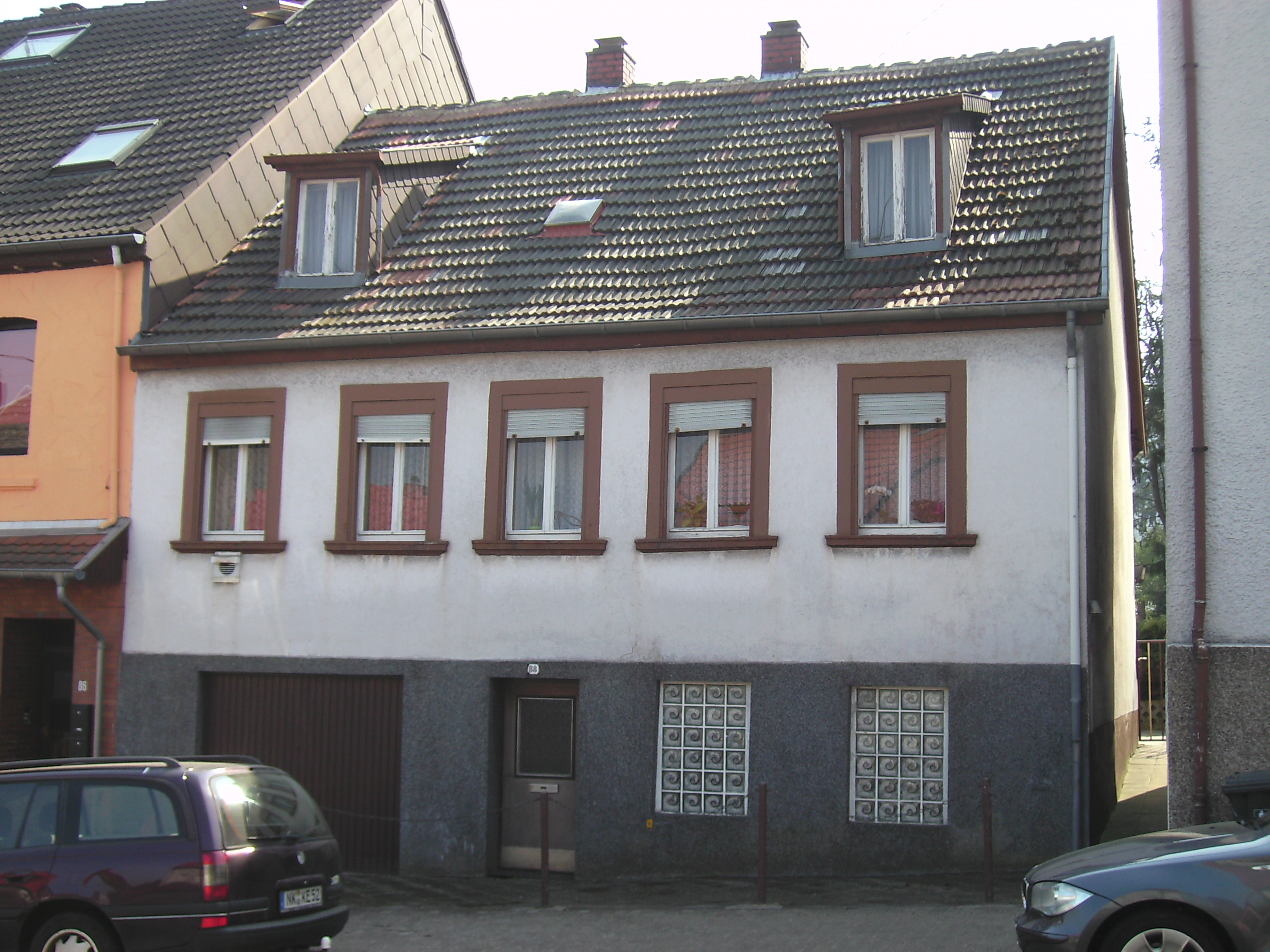
Casa natale di Erich Honecker (Neunkirchen, Kuchenbergstraße)

Suo padre Wilhelm Honecker (1881-1969) minatore, sposò nel 1905 Caroline Catharina Weidenhof (1883-1963). Insieme ebbero sei figli: Catherine (Kate, 1906-1925), Wilhelm (Willi, 1907-1944), Frieda (1909-1974), Erich, Gertrud Hoppstädter (1917-2010), nata Honecker, e Karl-Robert (1923-1947). Erich Honecker nacque a Neunkirchen (Saar) nella Max-Braun-Strasse, il 25 agosto del 1912. La famiglia si trasferì poco dopo nel quartiere di Neunkircher Wiebelskirchen, nella Kuchenbergstraße 88.

### "Nato" per la politica
Dopo il suo decimo compleanno, nell'estate del 1922, divenne uno dei membri del gruppo dei bambini comunisti di Wiebelskirchen, mentre a 14 entrò a far parte della Lega della Gioventù Comunista di Germania (KJVD) e a 17, del KPD. Nel 1928, fu eletto nella Ortsgruppenleiter della KJVD. Era considerato un buon oratore.
Dopo aver lasciato la scuola, divenne apprendista in Pomerania, dove per due anni lavorò in una fattoria. Nel 1928 a Wiebelskirchen, iniziò l'apprendistato come conciatetto con uno zio, ma abbandonò quasi subito, in quanto venne delegato dalla KJVD per studiare a Mosca, presso la Scuola Internazionale Leninista della Gioventù Comunista Internazionale.

### La resistenza contro il nazismo
Nel 1930 Honecker divenne membro del Partito Comunista di Germania (KPD). Suo mentore politico fu Otto Niebergall, che in seguito divenne membro del KPD nel Bundestag. Dal 1930 al 1931 visitò la Scuola Internazionale Leninista di Mosca. Dopo il suo ritorno fu nominato Direttore Distrettuale della Lega della gioventù Comunista di Germania (KJVD). Dal 1933 lavorare nella KPD in Germania poteva essere svolto solamente in clandestinità (la regione della Saar non apparteneva al Reich tedesco); Honecker fu brevemente incarcerato, ma presto rilasciato. Nel 1934 si recò nello Saarland lavorando con Johannes Hoffmann nella campagna contro la reintegrazione al Reich tedesco. Tra il 1934 ed il 1935 lavorò inoltre a stretto contatto con Herbert Wehner, funzionario prima del KPD e poi del Partito Socialdemocratico Tedesco (SPD). Dopo il referendum sullo status territoriale della Saar, dall'esito plebiscitario, tenuto il 13 gennaio 1935, tuttavia, il 90,73 % degli elettori votò a favore dell'unione con la Germania. Così il giovane funzionario fu costretto a fuggire insieme a circa 4.000-8.000 altre persone, soprattutto verso la Francia.
Il 28 agosto 1935 si recò a Berlino, viaggiando sotto lo pseudonimo illegale di Marten Tjaden. Nel suo bagaglio aveva un ciclostile, e fu di nuovo attivo nella resistenza. Venne arrestato dalla Gestapo nel mese di dicembre del 1935, e fino al 1937 trattenuto nel carcere di Berlino Moabit in custodia cautelare, e condannato a dieci anni di carcere. Secondo lo stesso Honecker, venne accusato anche da Bruno Tree e condannato a tredici anni di reclusione nel penitenziario di Brandenburgo-Gorden. Il 6 marzo 1945, grazie alla buona condotta, venne assegnato al comando di una divisione di lavoro nella prigione femminile di Barnimstraße. Durante un bombardamento riuscì a fuggire, nascondendosi in casa del guardiano della prigione, ma pochi giorni dopo venne riportato di nuovo in carcere. Con un volo effettuato dalla Bautruppführer della Gestapo, venne nuovamente trasferito nel carcere di Brandeburgo.
Dopo la liberazione da parte dell'Armata Rossa il 27 aprile 1945, Honecker si recò a Berlino. La sua fuga dal carcere di Bradenburgo non fu concordata con gli altri detenuti e non vi è né un riscontro storico della sua partecipazione alla Marcia chiusa dei prigionieri comunisti liberati a Berlino, né il collegamento con una guardia carceraria. Dalla storia emerse che Honecker sia nelle sue memorie, che nel corso delle interviste non disse la verità su ciò che veramente accadde.
Fu uno dei fondatori, nonché il primo presidente, della Libera Gioventù Tedesca (FDJ), l'organizzazione giovanile del SED. Nel 1953 sposò Margot Feist, in seguito divenuta Ministro per l'Educazione. In qualità di Segretario della sicurezza del Comitato Centrale del partito fu il principale organizzatore nell'estate del 1961 dell'erezione del Muro di Berlino, voluta da Walter Ulbricht.

## Carriera politica

### Tra la Germania nazista e la Repubblica Democratica Tedesca
La carriera politica di Honecker ebbe inizio nel 1930 quando divenne funzionario del Partito Comunista tedesco, una posizione per la quale durante il nazismo venne imprigionato. Dopo la seconda guerra mondiale fu liberato e subito rilanciò la sua attività politica, fondando, nel 1946, l'organizzazione giovanile della Libera Gioventù Tedesca e divenendo presidente del gruppo fino al 1955. Come segretario del comitato centrale del partito nel nuovo Stato tedesco orientale, fu l'organizzatore principale della costruzione del Muro di Berlino nel 1961, e, in questa funzione, deteneva la responsabilità sull'"ordine di sparare" lungo il confine interno tedesco.

### Nella Repubblica Democratica Tedesca

#### Il dopoguerra

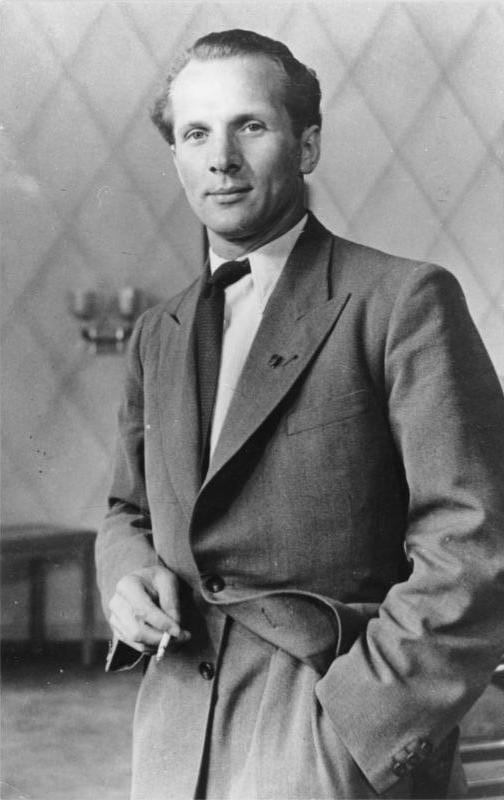
Honecker nel 1950, segretario della FDJ.

Nel mese di maggio del 1945, non era un caso che Honecker fosse a Berlino, dove con Hans Mahle, venne condotto al gruppo Ulbricht. Da Waldemar Schmidt, conobbe per la prima volta lo stesso Walter Ulbricht. Fino a tarda estate non aveva ancora deciso se assumere la funzione di futuro leader, perché doveva subire anche un processo del partito, che si concluse con un rimprovero severo, per il suo linguaggio ed anche a causa della sua fuga dal carcere all'inizio del 1945. Nel 1946, fu cofondatore della Libera Gioventù Tedesca, da lui presieduta. Dal momento che si tenne il congresso di unificazione del Partito Comunista Tedesco (KPD) e del Partito Socialdemocratico di Germania (SPD) nell'aprile del 1946 Honecker venne nominato membro del Partito Socialista Unificato di Germania (SED).
Nel 1971, con il sostegno di Brežnev, sostituì Ulbricht come primo segretario, poi come segretario generale del comitato centrale, quindi, anche nelle funzioni di presidente Consiglio Nazionale della Sicurezza e di presidente del Consiglio Nazionale. Nel 1976 la Volkskammer lo elesse alla carica di Presidente del Consiglio di Stato della Repubblica Democratica Tedesca (RDT).
Contrario al processo di riforme portato avanti da Michail Gorbačëv in URSS, si pose in autonomia da Mosca.

#### La lotta per il potere
Nel 1971, iniziò una lotta per il potere politico, che lo ha condotto, con l'appoggio sovietico, alla sostituzione di Walter Ulbricht come primo segretario del comitato centrale e come presidente del Consiglio della difesa nazionale. Sotto il suo comando, il Paese adottò un programma di "socialismo consumatore" e si mosse verso la comunità internazionale per normalizzare le relazioni con la Germania Ovest e divenendo anche un membro a pieno titolo delle Nazioni Unite, in quello che è considerato uno dei suoi più grandi successi politici. Nella seconda metà degli anni '70 dovette affrontare un'importante crisi del caffè che mise in luce le contraddizioni del sistema pianificato nazionale e portò a dei cambiamenti nel mercato mondiale di questo prodotto.

#### La Stasi e la capillare repressione dell'opposizione politica

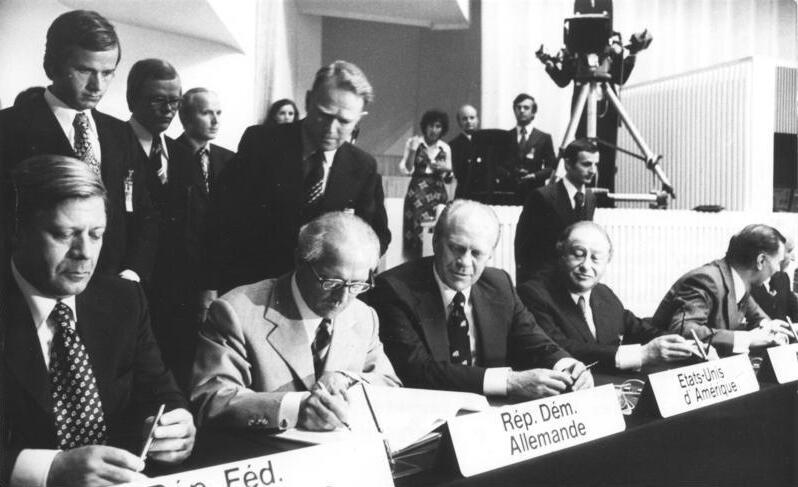
Erich Honecker alla firma dell'atto finale degli accordi di Helsinki - da sinistra a destra:
Helmut Schmidt (RFT), Gerald Ford (USA) e Bruno Kreisky (Austria), 1975.

Di fatto, Honecker governò la Germania orientale negli ultimi due decenni della sua esistenza, periodo segnato da alcune principali tendenze politiche:
- L'ulteriore perfezionamento del capillare controllo interno, in particolare nella repressione di ogni opposizione tramite la Stasi (Ministero per la sicurezza dello Stato).
- L'ulteriore perfezionamento del regime di confine. Honecker era personalmente informato di ogni fuggitivo ucciso al Muro.
- Il tentativo, in larga misura riuscito, di far riconoscere lo Stato a livello internazionale.
- Una politica economica mirata ad una maggiore e migliore disponibilità di prodotti di consumo per i cittadini, politica che contribuì ad aumentare il debito della DDR, nonostante il continuo flusso di denaro e di merci dalla Repubblica Federale.
- Il lento ma inesorabile declino economico della DDR.[9]

#### L'opposizione alla Perestrojka

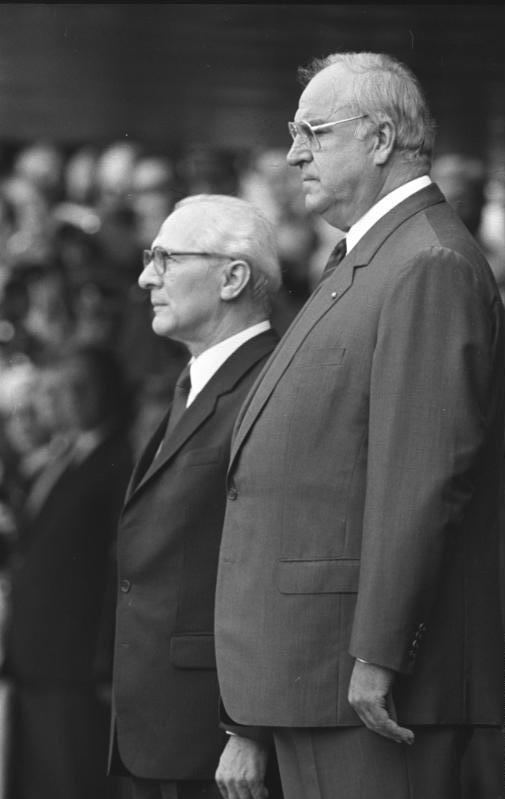
Il cancelliere tedesco Helmut Kohl riceve Honecker a Bonn nel 1987

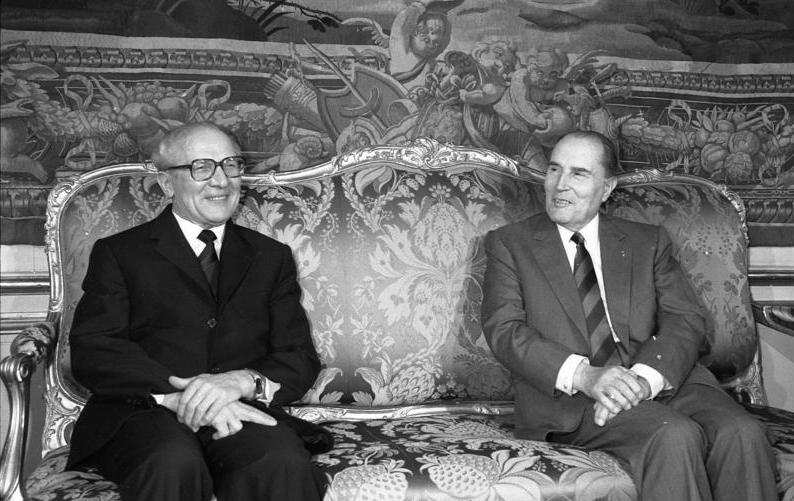
Erich Honecker in visita a Parigi dal presidente della Repubblica francese François Mitterrand, 8 gennaio 1988.

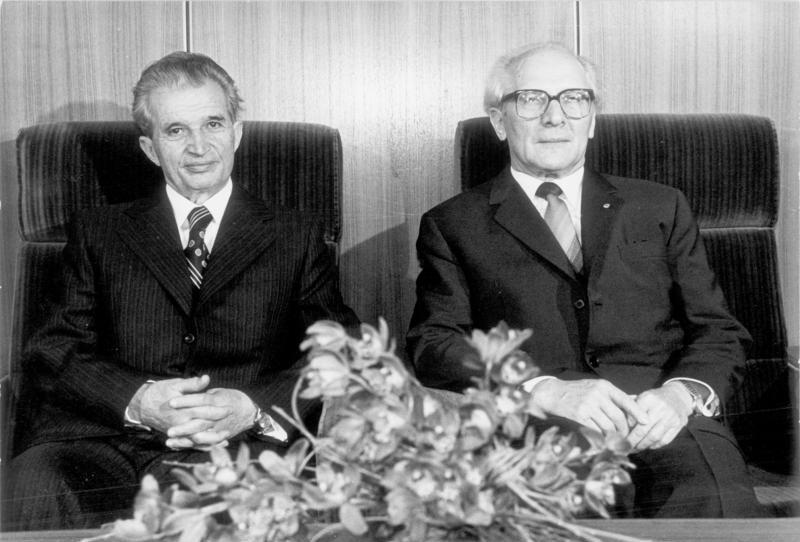
Honecker e il presidente della Romania Nicolae Ceaușescu in visita a Berlino Est, 17 novembre 1988.

Negli anni ottanta, Honecker cercò di costruire relazioni amichevoli con stati europei del blocco occidentale. Falliti, in un primo tempo, i tentativi di una visita in Germania Ovest, arenatisi contro la diffidenza sovietica sull'apertura di un asse di relazioni politiche tra le due Germanie, nell'aprile del 1985 vi fu una storica visita ufficiale in Italia, la prima di un capo di stato della DDR in un paese della NATO e della CEE. Accolto in pompa magna a Roma dal Presidente del Consiglio Bettino Craxi, il leader tedesco incontrerà anche il segretario del PCI Alessandro Natta e, in un incontro non ufficiale, papa Giovanni Paolo II.
Nella seconda metà degli anni ottanta la situazione economica, così come i rapporti con la potenza leader dell'Unione Sovietica e la situazione politica interna nella Repubblica Democratica Tedesca, erano sempre più difficili. Nel settembre 1987 fu protagonista di una storica visita nella Germania Ovest, primo capo di Stato della Germania Est a visitare la Repubblica Federale Tedesca, un evento già più volte rimandato. In quell'occasione fu ricevuto con tutti gli onori di stato dal cancelliere Helmut Kohl.
Alla fine degli anni ottanta, mentre le tensioni della Guerra fredda si attenuavano sotto la spinta delle riforme liberali del leader sovietico Michail Gorbačëv (un processo storico riformista segnato dalle parole russe perestrojka e glasnost'), Honecker rifiutò i cambiamenti e di conseguenza, nell'ottobre 1989 fu costretto a dimettersi da tutte le cariche.

#### Il ritiro
Già gravemente malato, Honecker fu costretto, il 18 ottobre 1989, sotto la pressione del Politburo del Partito Socialista Unificato di Germania (SED) a ritirarsi. Nel 1992 Honecker fu posto a giudizio penale dal tribunale di Berlino a causa della sua presunta responsabilità per le violazioni dei diritti umani del regime della Repubblica Democratica Tedesca (DDR), ma il procedimento non si concluse a causa della sua malattia. L'accusa era dovuta al suo ruolo di capo di Stato della defunta DDR, come riferito dalla difficile controversia legale. Nel frattempo si trasferì subito con la famiglia in Cile, dove morì a Santiago il 29 maggio 1994.

## La caduta della DDR
In seguito all'affermarsi nel Partito di tendenze vicine alle idee di Michail Gorbačëv, ed alla situazione internazionale che vedeva la dissoluzione dei regimi socialisti in Europa orientale, nell'ottobre 1989, Honecker fu costretto alle dimissioni da tutte le cariche. Il 3 dicembre 1989 venne infine espulso dal partito. Nello stesso mese venne aperta l'istruttoria per abuso d'ufficio e per alto tradimento da parte della magistratura della DDR.
Honecker, riparato a Mosca, nell'estate del 1992 venne estradato dalla Federazione Russa per essere incarcerato e processato dalle autorità della Repubblica Federale di Germania, in seguito alla riunificazione tedesca. Nei suoi confronti, e in quelli di diversi altri responsabili politici della Repubblica Democratica Tedesca, venne istituito un processo per dodici casi di omicidio (totschlag): Honecker e gli altri dirigenti vennero ritenuti responsabili indiretti (mittelbare täter).
Nel corso del processo Honecker pronunciò un accorato discorso di autodifesa, sostenendo che il procedimento giudiziario avesse un carattere politico. Ripercorse gli eventi che condussero all'annessione della DDR alla Repubblica Federale Tedesca guidata da Helmut Kohl, rivalutando anche il ruolo svolto dalla dirigenza sovietica e da Gorbačëv. Nel suo discorso Honecker rivendicò i successi del "primo stato socialista sorto sul suolo tedesco" e tracciò un bilancio di quell'esperienza, difendendo le sue scelte e motivando la costruzione del muro di Berlino con necessità politiche, sostenendo in particolare che la sua costruzione avrebbe provocato, nel clima mondiale della guerra fredda, un numero di morti molto basso, se confrontato con quello della guerra del Vietnam e sottolinea come, qualora non fosse stato innalzato, l'URSS avrebbe invaso la DDR provocando molti più morti. Inoltre, evidenzia come "la libertà di scegliere tra CDU/CSU, SPD e FDP" valga meno rispetto alle libertà e ai diritti offerti dalla Germania Est a bambini, donne, operai e contadini in ambiti come sicurezza, istruzione, sanità, sicurezza sociale e qualità della vita, sacrificati, secondo il leader socialista, alle logiche di mercato.
Con riferimento al suo stato di salute, Honecker, sofferente di tumore al fegato in stato avanzato, chiese l'interruzione del processo, concessa poi dopo una decisione della Corte costituzionale Regionale il 12 gennaio 1993, come da articolo 206a dell'Ordinamento di Procedura Penale, considerando la certificata rimanente aspettativa di vita, con ogni probabilità inferiore alla prevedibile durata del processo, come impedimento a procedere. Sospeso, per lo stesso motivo, il giorno successivo anche un secondo processo per reati economici, Honecker si trasferì in Cile, presso la famiglia di sua figlia, dove morì 16 mesi dopo.

### Il vertice del patto di Varsavia
Al vertice del Patto di Varsavia a Bucarest il 7 e l'8 luglio 1989 con il "Comitato consultivo politico" dei paesi del Comecon, l'Unione Sovietica seguiva ufficialmente la Dottrina Breznev sulla sovranità limitata degli Stati membri e annunciava che, come si affermava nel documento finale di Bucarest, "I rapporti tra gli stati membri si sono sviluppati sulla base di uguaglianza, indipendenza e diritto di ogni individuo di sviluppare autonomamente la propria linea politica, strategia e tattica senza interferenze esterne". La garanzia sovietica dell'esistenza per gli Stati membri venne così messa in discussione.

### Un improvviso aggravamento
A causa delle sue cattive condizioni di salute, Honecker dovette annullare la sua partecipazione al vertice. La sera del 7 luglio 1989 accusò gravi coliche biliari, per cui venne ricoverato in un ospedale, prima in Romania e poi a Berlino. L'urologo Peter Althaus e i chirurghi rilevarono la presenza di un cancro al rene destro, che si era ormai diffuso anche a parte dell'intestino, tumore del quale lo stesso Honecker non era a conoscenza. La colecisti infiammata e una parte dell'intestino crasso furono rimosse chirurgicamente tra il 16 e il 18 agosto 1989. Come risultato, dal settembre 1989 il presidente Honecker non fu più in grado di svolgere regolarmente le sue specifiche funzioni di capo del governo. Le informazioni sulle operazioni svolte nel Politburo in pratica giungevano a Günter Mittag e Joachim Herrmann.

### Proteste
Nel frattempo, nelle città della Repubblica Democratica Tedesca (RDT), crebbero, sia il numero e le dimensioni delle manifestazioni, che le fughe verso le ambasciate della Germania Ovest a Praga e Budapest. Mensilmente migliaia di persone fuggivano dai paesi oltre cortina. Il governo ungherese il 19 agosto 1989 aprì il confine ad un posto di blocco, per estenderlo, l'11 settembre 1989 a tutta la frontiera austriaca. Così migliaia di tedeschi orientali si riversarono in Ungheria, per poi passare in Austria. La Repubblica Socialista Cecoslovacca dichiarò inaccettabile l'enorme flusso di rifugiati della Germania Est. Il 3 ottobre 1989 la Repubblica Democratica Tedesca chiuse de facto i confini con i suoi vicini orientali, sospendendo il viaggio senza visto nella Cecoslovacchia. A partire dal giorno successivo questa misura venne applicata anche al traffico in transito da parte della Bulgaria e della Romania. La RDT in questo modo non si limitava ad essere considerata cortina di ferro verso l'Occidente, ma ora lo era anche rispetto alla maggior parte dei paesi del Blocco orientale.

### Il rapporto con Gorbačëv

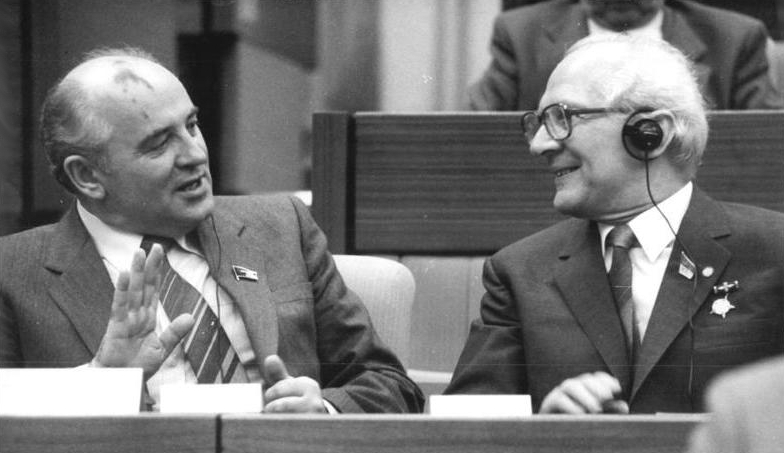
Erich Honecker insieme a Michail Gorbačëv

Il rapporto tra Honecker e il segretario generale del Partito Comunista dell'Unione Sovietica (PCUS) e Presidente dell'URSS Gorbačëv fu teso per anni: Honecker considerava la politica della perestrojka e la cooperazione con l'Occidente sbagliata e si sentì tradito, soprattutto in Germania. Fece in modo che i testi ufficiali dell'Unione Sovietica, in particolare quelli relativi alla perestrojka non fossero pubblicati o non venissero consentiti e immessi sul mercato. Il 6 e il 7 ottobre 1989 si tenne la cerimonia di stato per il 40º anniversario della RDT in presenza di Michail Gorbačëv, che venne accolto con canti, "Gorby, Gorby, aiutaci". In una conversazione privata tra i due Segretari generali fu elogiato ad Honecker il successo del paese. Gorbačëv sapeva che la RDT in realtà era sull'orlo di una grave crisi economica.

### L'infittirsi delle trame
Al termine di una riunione sulle crisi del 10 e 11 ottobre 1989, il Politburo del SED invitò Honecker a presentare una relazione sui progressi compiuti entro la fine della settimana, per cui la visita di Stato prevista per la Danimarca venne annullata, mentre Honecker rilasciò una dichiarazione su Egon Krenz che aveva prevalso contro la resistenza di Honecker. Soprattutto su iniziativa di Krenz nei giorni successivi vennero organizzati incontri e sondaggi per capire se fosse possibile dimissionare lo stesso Honecker. Krenz nel frattempo ottenne il sostegno sia dell'esercito che della polizia segreta, e organizzò un incontro tra Michail Gorbačëv e il membro del Politiburo Harry Tisch, un giorno prima della riunione per la rimozione pianificata di Honecker. Gorbačëv gli augurò buona fortuna: era il segnale che Krenz e gli altri stavano aspettando. Anche il capo ideologo della SED, Kurt Hager volò il 12 ottobre 1989 a Mosca, parlando con Gorbačëv sulle modalità di sostituzione di Honecker.

### Le dimissioni forzate
A questo punto era importante la composizione del Politburo. La sera del 16 ottobre 1989, Krenz e Erich Mielke, telefonicamente, tentarono di convincere sempre più membri del Politiburo sulla necessità di rimuovere Honecker da tutte le sue funzioni. All'inizio della riunione del Politburo del 17 ottobre 1989 Honecker chiese come di routine: «Ci sono delle proposte per l'agenda?", Willi Stoph si fece avanti e suggerì come primo punto all'ordine del giorno: "Richiediamo le dimissioni del compagno Honecker dalla carica di segretario generale e la scelta di Egon Krenz come suo sostituto". Honecker prima sembrò immobile, ma si ricompose rapidamente e disse: "Bene, allora che si apra il dibattito". Uno dopo l'altro si espressero tutti i presenti, ma nessuno parlò a favore di Honecker. Günter Schabowski estese anche la richiesta di rimozione di Honecker in qualità di Presidente dello Stato e Presidente del Consiglio di Difesa Nazionale. Erich Mielke accusò Honecker di essere il responsabile di quasi tutti i mali della RDT, Mielke urlava, minacciò Honecker, dicendo che se non si fosse dimesso avrebbe rivelato informazioni compromettenti che lo riguardavano.

### Il voto del Politburo
Dopo tre ore, il Politburo prese la sua decisione unanime: venne votata la destituzione di Honecker. Il Comitato Centrale della SED suggerì ad Honecker il passaggio delle funzioni. Nella seduta successiva erano presenti 206 membri e candidati. Solo 16 mancavano, tra cui Margot Honecker. Il Comitato Centrale seguì la raccomandazione dell'Ufficio Politico. L'unico voto dissenziente venne dall'ottantunenne, ex direttore della Scuola del Partito, Hanna Wolf. Pubblicamente dissero: "Il Comitato Centrale ha richiesto, pregando Erich Honecker di dimettersi, per motivi di salute, dalla funzione di Segretario generale, dall'Ufficio del Consiglio di Stato e dalla funzione di Presidente del Consiglio di Difesa Nazionale della RDT." Venne poi eletto Egon Krenz, acclamato all'unanimità, nuovo segretario generale della SED. Il 20 ottobre 1989 anche Margot Honecker fu costretta alle dimissioni.

## Gli ultimi anni

### Inchieste e fuga a Mosca
A metà novembre del 1989, la Volkskammer costituì una commissione per indagare sulla corruzione e l'abuso d'ufficio, commissione che produsse un rapporto a disposizione del presidente dal 1º dicembre 1989. L'accusa ai precedenti dirigenti della SED spaziava tra diverse imputazioni, tra le quali abuso di ufficio pubblico e, dal 1978, appropriazione indebita. Il solo Honecker ottenne indebitamente, attraverso la Bauakademie, contributi annui pari a circa 20.000 marchi. Il procuratore della RDT successivamente avviò delle indagini penali contro 30 ex alti funzionari, tra i quali dieci membri del Politiburo. La maggior parte di loro fu posta in custodia cautelare: il 3 dicembre 1989, Honecker, Günter Mittag e Harry Tisch con l'accusa di arricchimento personale e appropriazione indebita. Lo stesso giorno Honecker fu espulso dal Comitato centrale della SED.

### L'indagine preliminare a carico di Honecker
Il 5 dicembre 1989 venne avviata contro Honecker un'indagine preliminare. Ad Honecker, "Quale Presidente del Consiglio di Stato, del Consiglio di Difesa Nazionale della RDT ha usurpato e abusato delle sue funzioni di governo" ed inoltre "ha approfittato dei poteri di cui disponeva come segretario generale del Comitato Centrale della SED per arricchirsi indebitamente". Responsabile del caso è stato fino al gennaio 1990 l'Ufficio per la sicurezza nazionale della RDT, ovvero l'ufficio che ha sostituito la Stasi, il quale aveva un "piano d'azione nelle indagini contro Erich Honecker", sviluppato per questo scopo. In seguito l'indagine venne assunta dal Dipartimento di materia penale economica con a capo il procuratore generale della RDT. Il conto personale di Honecker, pari a 218.000 marchi, venne bloccato, così come gli venne confiscata la sua preziosa collezione di uniformi e armi da caccia. Honecker incaricò Wolfgang Vogel e Friedrich Wolff per l'esercizio dei suoi diritti. A causa delle imputazioni, la Volkskammer decise che il presidente doveva lasciare la propria residenza, residenza che gli era stata assegnata quale dirigente di alto livello. Come tutti gli altri funzionari del regime della SED la coppia Honecker venne avvisata con "una breve missiva", datata 22 dicembre 1989, di lasciare la casa, sita nella foresta nei pressi della località di Wandlitz. Il 3 gennaio 1990 la coppia si trasferì altrove.

### Il cancro al rene
Il 6 gennaio 1990, dopo una nuova inchiesta da parte di una commissione medica, la televisione della DDR annunciò che Honecker era affetto da "cancro del rene". Il 10 gennaio 1990 all'Ospedale universitario della Charité venne operato per l'asportazione del "cancro del rene". Il 29 gennaio 1990 fu nuovamente arrestato e condotto nel centro di detenzione di Berlino-Rummelsburg. L'ex presidente si difese affermando: "Nell'assumere il mio ruolo di Presidente dello Stato, di Segretario generale e Presidente del Consiglio di Difesa Nazionale ho sempre rispettato la Costituzione e attuato le risoluzioni del Camera del Popolo e della SED." Ma la sera del giorno seguente, il 30 gennaio 1990 venne liberato: la competente Corte Distrettuale aveva ritirato il mandato d'arresto a causa delle sue precarie condizioni di salute, ma l'ex presidente e sua moglie erano senza casa.

### L'aiuto della Chiesa Evangelica
L'avvocato Vogel aiutò Honecker rivolgendosi alla Chiesa evangelica di Berlino-Brandeburgo. Il pastore Uwe Holmer, Responsabile della Fondazione Hoffnungstal Lobetal a Bernau, offrì alloggio alla coppia nella sua canonica. Questa soluzione fu causa di diffuse critiche e dimostrazioni, in quanto la stessa chiesa evangelica era stata a suo tempo perseguitata sia da Honecker sia dal suo governo. Le sempre più accese proteste politiche convinsero i responsabili della Fondazione Lobetal ad interrompere, il 3 aprile 1990, l'aiuto alla coppia.
Si trasferirono quindi nell'Ospedale militare sovietico di Beelitz. Lì i medici diagnosticarono ad Honecker un altro tumore maligno, questa volta al fegato. Il 2 ottobre 1990, alla vigilia della riunificazione tedesca, i fascicoli d'indagine penale sull'ex presidente, vennero trasferiti dall'Ufficio del Procuratore Generale della RDT alla Repubblica Federale di Germania. Il 30 novembre 1990, il Tribunale distrettuale di Tiergarten, sulla base di fonti confermate e di numerose testimonianze, emise un altro mandato di arresto per Honecker, sospettandolo, tra il 1961 ed il 1974, di essere colui che aveva autorizzato i militari a sparare verso tutti coloro che tentavano di fuggire dalla Germania Est. Tuttavia, il mandato d'arresto non era applicabile, in quanto Honecker si trovava a Beelitz, sotto la protezione delle autorità sovietiche. Il 13 marzo 1991 la coppia venne trasportata con un aereo militare sovietico da Beelitz a Mosca.

### L'estradizione in Germania
L'ufficio del cancelliere venne informato dalla diplomazia sovietica circa l'imminente partenza di Honecker verso Mosca. Tuttavia, il governo federale tedesco si limitò ad una protesta pubblica, in quanto era già stato attivato un mandato di cattura. Il comportamento di Mosca era in violazione della sovranità della Repubblica federale di Germania e delle leggi internazionali. Dopo tutto, a quel tempo erano stati concordati tra i due paesi, ben sei trattati, che avrebbero dovuto garantire alla Germania la piena sovranità, ma il Soviet Supremo non li aveva ancora ratificati, ratifica che avvenne solo il 15 marzo 1991 presso il Ministro degli Esteri tedesco e sovietico, entrando ufficialmente in vigore. Da quel momento la pressione tedesca su Mosca per l'estradizione di Honecker si fece sempre più pressante.

### La svolta di El'cin
Tra Michail Gorbačëv ed Honecker già esisteva da anni un rapporto in costante e progressivo deterioramento. Il colpo di Stato dell'agosto 1991 a Mosca indebolì solo Gorbačëv. Il nuovo uomo forte, Boris El'cin, presidente della neonata Repubblica Russa, rese fuori legge il Partito comunista, il cui segretario generale era Gorbacëv. Il 25 dicembre 1991 Gorbačëv si dimise da presidente dell'Unione Sovietica. Il governo russo sotto El'cin esortò Honecker a lasciare il Paese, altrimenti lo avrebbero deportato. Quindi, l'11 dicembre 1991 Honecker si rifugiò nell'ambasciata cilena di Mosca. Anche se, grazie alle memorie di Margot Honecker, si seppe che sia la Corea del Nord che la Siria gli offrirono asilo politico, dal Cile l'ex presidente sperava in una protezione speciale: sua figlia Sonia era sposata con un cileno, mentre lo stesso Honecker in quella nazione aveva parecchie conoscenze politiche che lo avrebbero aiutato. Così l'ambasciatore Clodomiro Almeyda gli concesse asilo politico. Alludendo ai rifugiati della Germania Est nelle ambasciate della Germania Ovest a Praga e Budapest, la coppia Honecker venne ironicamente soprannominata: "messaggio finale dei rifugiati della RDT". Il Cile, tuttavia, venne poi governato da una coalizione di centro-sinistra. Il 22 luglio 1992 il governo tedesco, tramite l'ambasciatore tedesco Klaus, motivò così la richiesta di estradizione di Honecker al Ministero degli Esteri russo: "Il governo tedesco ritiene che sia il rimpatrio del Sig. Honecker che il trattato relativo alle modalità del ritiro delle truppe sovietiche dal territorio della Repubblica federale di Germania ricada nel campo del diritto internazionale".
Tuttavia, tale richiesta venne già fatta a Mosca nel febbraio 1992, quando Honecker si trovava a Beelitz, quando venne sospettato di essere affetto da un cancro al fegato. Tre settimane più tardi vennero effettuati degli esami più approfonditi tramite una TAC, ma i "valori che dimostrano la presenza di un'infezione del fegato non vennero trovati". Così venne reso noto che Honecker era un bugiardo. Comunque, tre giorni dopo, il ministro della Giustizia russo annunciò alla televisione tedesca che Honecker sarebbe stato estradato in Germania. Il 7 marzo 1992 Honecker dichiarò che il governo cileno avrebbe modificato la sua posizione, in quanto supponevano che avesse tentato di manipolare gli esami medici al fine di entrare in Cile. Per l'appoggio dato, Almeyda venne rimosso dal suo incarico. Nel frattempo, il 18 marzo 1992, un gruppo di medici del parlamento russo sostenne che la diagnosi era stata manipolata. Per l'opinione pubblica l'età e le buone condizioni di salute dell'ex presidente erano abbastanza per mettere in dubbio la presenza di un cancro. Nel giugno 1992 il presidente cileno Patricio Aylwin assicurò finalmente al cancelliere Helmut Kohl che Honecker stava lasciando l'ambasciata di Mosca. Il 29 luglio 1992 Erich Honecker volò a Berlino, dove fu arrestato e portato nel carcere di Moabit. Margot Honecker viaggiò invece con volo diretto dell'Aeroflot da Mosca a Santiago del Cile, dove trovò inizialmente rifugio dalla figlia Sonja.

### Incarcerazione e processo penale
Il 29 luglio 1992 Honecker venne messo in custodia cautelare presso l'ospedale del carcere di Berlino a Berlino-Moabit.
Il processo, alla presenza di una giuria, ebbe inizio il 12 maggio 1992 con l'accusa in qualità di Presidente del Consiglio di Stato e del Consiglio di difesa nazionale (NVR) della Repubblica Democratica Tedesca insieme a diversi co-imputati, tra cui Erich Mielke, Willi Stoph, Heinz Keßler, Fritz Streletz e Hans Albrecht: dal 1961 fino al 1989 gli imputati vennero accusati di omicidio, in riferimento ad un totale di 68 persone, in quanto aveva appositamente attrezzato, come membro del NVR, gli impianti di confine intorno a Berlino Ovest e al rafforzamento delle fortificazioni con la Repubblica federale Tedesca, per rendere impossibile un passaggio. In particolare dal 1962 al 1980 venne accusato di avere promulgato misure più specifiche per un ulteriore sviluppo tecnico-edile del confine, attraverso l'istituzione di recinzioni in lamiera stirata e la creazione di una linea di fuoco lungo i sistemi di sicurezza delle frontiere al fine di prevenire le fughe oltre confine. Inoltre nel maggio 1974 dopo una riunione del NVR, venne deciso che ovunque, lungo il confine, doveva essere assicurato un perfetto campo di fuoco ed essere sempre esercitato lungo la frontiera l'uso dell'arma da fuoco per impedire tentativi di violazione della frontiera. "I compagni che hanno applicato con successo il fuoco sono da lodare".
Questa è l'accusa a sostegno del processo del 19 ottobre 1992 per ordine del Landgericht di Berlino. Con un'ordinanza, nello stesso giorno, la procedura venne suddivisa nei 56 casi incriminati, la cui prova fu rinviata. I restanti 12 furono oggetto del processo iniziato il 12 novembre 1992. Inoltre il 19 ottobre 1992 dalla sentenza di primo grado emerse un mandato d'arresto per quanto riguardava gli altri dodici casi.
Un secondo atto d'accusa venne emesso a carico dell'ex presidente il 12 novembre 1992, in quanto, tra il 1972 e l'ottobre 1989, venne accusato per abuso di fiducia e infedeltà a scapito della proprietà socialista. A questo proposito, il 14 maggio 1992 fu emesso un ulteriore mandato di arresto.
Il processo ebbe una notevole risonanza mediatica, in realtà un processo dall'esito incerto, sottoposto al variegato giudizio di molti avvocati. La controversia nasceva dal fatto di come avrebbe potuto essere condannato e secondo quali leggi.
Il 3 dicembre 1992 Honecker si assunse anche la responsabilità politica per le morti al Muro di Berlino, ma lui era letteralmente "privo di sensi di colpa legali o morali", frase che venne aggiunta nella dichiarazione giudiziale. Giustificò la costruzione del muro a causa della crescente Guerra fredda, giungendo alla conclusione che, "il muro aveva contribuito ad evitare una terza guerra mondiale con milioni di morti", decisione, tra l'altro, presa in comune con tutte le altre Nazioni della Cortina di Ferro, nell'ambito delle sue funzioni concesse in Germania Est, ed in relazione al suo mandato al Consiglio di Sicurezza delle Nazioni Unite, nonostante l'ordine di sparare contro coloro che tentavano di oltrepassare il muro. Inoltre, sostenne che il processo venne condotto contro di lui per motivi puramente politici, giustificando i 49 morti del muro, per conto del quale venne accusato, con il numero di vittime causate dall'esercito degli Stati Uniti in Vietnam, o il tasso di suicidi nei Paesi occidentali. Sempre secondo Honecker la Repubblica Democratica Tedesca dimostrò "che il socialismo poteva essere possibile e migliore del capitalismo".
Honecker era a quel tempo già molto malato. Il 4 agosto 1992, in base ad una risonanza ad ultrasuoni eseguita in un ospedale di Mosca, la malattia venne confermata: il lobo destro del fegato era sottoposto ad un "ampio e avanzato processo di spaziatura delle dimensioni di cinque centimetri", probabilmente dovuto all'asportazione della metastasi risalente al 1991. Basandosi su questi risultati, gli avvocati di Honecker, Nicolas Becker, Friedrich Wolff e Wolfgang Ziegler chiesero di annullare il mandato d'arresto. Il processo era una sorta di "cartina di tornasole" per lo Stato di diritto. L'imputato era affetto da una malattia incurabile che, direttamente o attraverso metastasi sorte in altre parti del corpo, conduceva il paziente alla morte, per cessata funzione epatica. La sua aspettativa di vita era inferiore della durata del processo. Ci si doveva chiedere se fosse umano accanirsi nei confronti di un uomo che stava morendo.
La sentenza di primo grado respinse con decisione la richiesta del 21 dicembre 1992. La Corte distrettuale dichiarò nella sua motivazione che non esisteva nessun impedimento procedurale. Sempre la Corte ritenne che la previsione di insorgenza di inidoneità a sostenere un processo era troppo vaga, rispetto alla gravità e all'importanza della denuncia, in quanto era imperativo chiudere il procedimento.
La Corte d'appello respinse un altro ricorso presentato contro questa decisione con un'ordinanza del 28 dicembre 1992. Tuttavia, giunsero, in seguito alle osservazioni e ai consigli di esperti medici, alla necessità di negoziare in quanto, a causa di un tumore maligno individuato nel lobo destro del fegato, il paziente non avrebbe potuto con molta probabilità sopravvivere con certezza fino alla conclusione del processo. La Corte d'appello comunque impedì di chiudere la procedura in sé, perché questo era in accordo con il Comma 260 Paragrafo 3 dell'StPO dello Statuto. Dopo l'inizio dell'istruttoria, tale decisione poteva essere imposta solo con sentenza dal tribunale distrettuale. Di conseguenza, la Corte non poté abrogare il mandato d'arresto esistente dinanzi al Tribunale regionale.
Honecker presentò quindi ricorso dinanzi alla Corte costituzionale del Länder di Berlino. Affermò che tali decisioni violavano il diritto fondamentale alla dignità umana, considerata principio fondamentale della Costituzione senza riserve contro il sistema carcerario dello Stato e il sistema di giustizia penale. La prosecuzione del procedimento penale e un processo contro un imputato, del quale era prevedibile con certezza che sarebbe morto prima della conclusione del processo e quindi, prima di decidere sulla sua colpevolezza o innocenza, violava la dignità umana, per cui era necessario comprendere in particolare il diritto di un individuo di poter morire con dignità.
Con decisione del 12 gennaio 1993 Honecker presentò ricorso alla Corte costituzionale. Sulla base delle conclusioni della Corte superiore, secondo la quale Honecker non sarebbe arrivato ad assistere al completamento della procedura, si dovette concludere il procedimento penale, in quanto non poteva più raggiungere il suo scopo statutario sugli atti di delucidazione dei quali Honecker era accusato ed eventualmente sulla convinzione e le pene da infliggere. Il procedimento penale, pertanto, finì. Mantenere il processo violava il diritto al rispetto della dignità umana di Honecker. L'uomo non può essere sottoposto a pubblico giudizio, quando la sua morte è così vicina, per cui un procedimento penale perde di fatto il suo significato.
Lo stesso giorno il Landgericht di Berlino, secondo il Paragrafo 206 bis StPO, annullò il mandato d'arresto. La domanda di un nuovo mandato d'arresto venne respinta con decisione del 13 gennaio 1993.
Il 13 gennaio 1993 la Corte regionale di Berlino la respinse in relazione al rinvio a giudizio del 12 novembre 1992. Dopo un totale di 169 giorni Honecker fu rilasciato dalla custodia cautelare, fra le proteste da parte delle vittime del regime della RDT.

### Esilio in Cile
Honecker volò immediatamente a Santiago del Cile con la moglie, dalla figlia Sonja (nata nel 1952), residente nel Paese sudamericano con il marito cileno Leo Yáñez e suo figlio Roberto. Il 13 aprile 1993 l'accusa venne portata avanti nel processo in contumacia contro Honecker dal tribunale distrettuale di Berlino. Il 17 aprile 1993, per il 66º compleanno di sua moglie, Margot Honecker, l'ex presidente tenne un discorso rammaricandosi con i suoi compagni ancora in carcere al Moabit, affermando: "sfidai il nemico di classe". Concluse il suo discorso con le parole: "Il socialismo è l'opposto di quello che abbiamo ora in Germania. Quindi voglio dire che i nostri bei ricordi della DDR raccontano di tanti progetti per una nuova società giusta. Ed è a questa cosa che vogliamo rimanere per sempre fedeli". Honecker e tutti gli altri imputati furono condannati il 16 settembre 1993 a pene detentive comprese tra quattro e sette anni e mezzo.
Un anno e mezzo più tardi, nel novembre 1993, l'ex presidente dovette essere alimentato via endovenosa. Il 29 maggio 1994 morì all'età di 81 anni a Santiago del Cile in una casa a schiera nel quartiere di La Reina. La sua urna fu tumulata nella stessa città.

## Vita privata

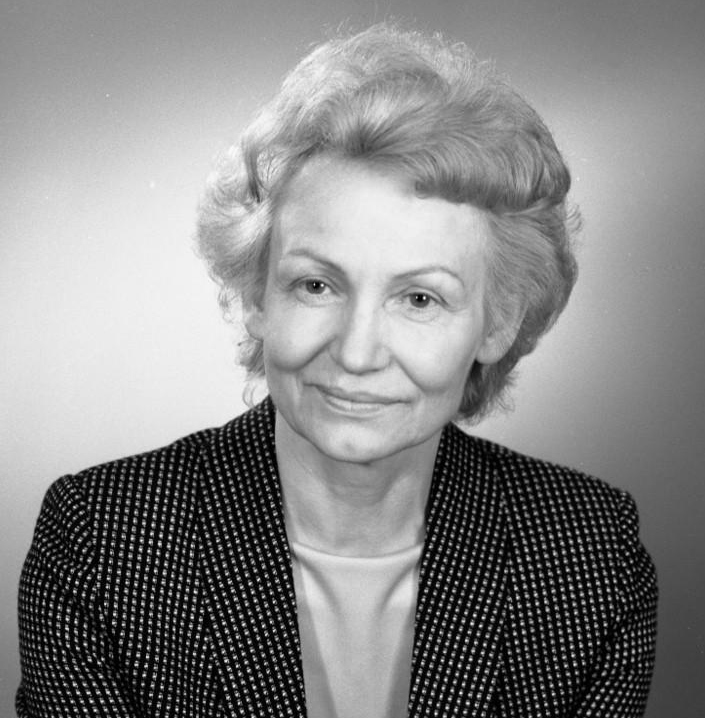
Margot Feist, moglie di Honecker per quaranta anni.

Honecker si è sposato tre volte. Dopo la sua liberazione, nel 1945 sposò la direttrice del carcere Charlotte Schanuel, deceduta nel 1947. Dal 1947 al 1953 fu sposato con la funzionaria del FDJ Edith Baumann, con la quale, nel 1950, ebbe una figlia di nome Erika, dalla quale a sua volta ha avuto una nipote, Anke.
Nel 1952, a causa di una relazione extraconiugale con la deputata della Volkskammer Margot Feist, dalla quale ebbe una figlia illegittima di nome Sonja, Edith Baumann chiese nel 1953 al marito di divorziare. Nello stesso anno Margot Feist divenne la sua terza moglie. Dal matrimonio di Sonja con Leonardo Yáñez Betancourt nacque nel 1974 Roberto Yáñez Betancourt y Honecker, nipote del leader della SED e futuro pittore e poeta. Margot è morta nel 2016 a Santiago del Cile, dove risiedono anche la figlia Sonja e suo nipote Roberto. Un'altra nipote, Mariana, è morta nel 1988 all'età di due anni.
L'hobby di Honecker era la caccia. Era diventato un cacciatore appassionato dopo che Klement Gottwald gli aveva regalato, come capo della FDJ, un fucile da caccia. Subito dopo il suo insediamento al Politburo, la pratica venatoria nella RDT venne regolamentata tramite lo Staatsjagd. L'Hubertusstock divenne la residenza di caccia di Honecker, teatro delle visite dei più importanti capi di Stato delle potenze economiche occidentali.

## Honecker nella cultura di massa

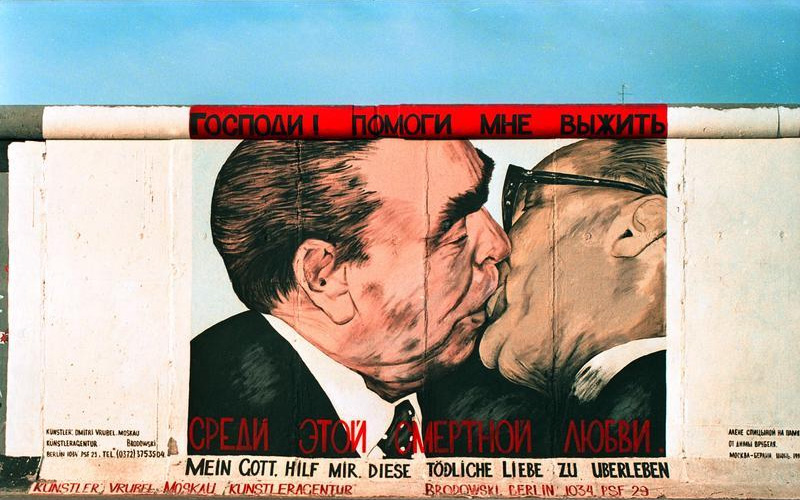
Il murale Mio Dio, aiutami a sopravvivere a questo amore mortale di Dmitrij Vrubel'

La fotografia del 1979 che ritrae il bacio "alla sovietica" tra Honecker e il segretario del PCUS Leonid Brežnev divenne un'icona della guerra fredda. L'immagine fu riprodotta sul Muro di Berlino in un murale satirico (ora all'East Side Gallery) intitolato Mein Gott, hilf mir, diese tödliche Liebe zu überleben ("Mio Dio, aiutami a sopravvivere a questo amore mortale)", chiamato anche Bruderkuss ("bacio fraterno"), opera dell'artista Dmitrij Vrubel'.

## Opere
- Erich Honecker, Appunti dal carcere, Edizioni Nemesis, Milano 2010 ISBN 978-88-97105-01-5